# Ingrid Burman
Ingrid Kristina Burman, född 4 november 1952 i Skellefteå landsförsamling, är en svensk politiker (vänsterpartist) och ämbetsman, som var ordinarie riksdagsledamot 1994–2006 och landshövding i Kronobergs län 2017–2019.

## Biografi
Ingrid Burman var riksdagsledamot 1989 (som ersättare) och 1994–2006, invald i Uppsala läns valkrets. Hon var Vänsterpartiets första kvinnliga utskottsordförande, i socialutskottet 1998–2006, och har därutöver varit suppleant i arbetsmarknadsutskottet, justitieutskottet, näringsutskottet och skatteutskottet. Hon var partiets vice ordförande åren 2003–2006. Hon har varit aktiv inom Reumatikerförbundet och var 2009–2015 ordförande i samarbetsorganet Handikappförbunden. 2015–2017 var hon ordförande i Uppsala kommuns socialnämnd.
Hon var landshövding i Kronobergs län från 1 februari 2017 till 31 oktober 2019.